# Jan Zoet
Jan Zoet (of Jan Soet), (Amsterdam, 8 september 1609 (gedoopt) – aldaar, 11 januari 1674) was een Nederlandse dichter, toneelspeler en -schrijver, pamflettist, drukker, vertaler, koopman in tabak en wijn, herbergier en religieus sekteleider. Zoet stond bekend als een felle orangist. Verder was hij aanhanger van het chiliasme, het geloof in de komst van het duizendjarige vredesrijk van Christus.
Jan Zoet was een zeer veelzijdig schrijver. Hij produceerde onder meer kluchten, tragedies, schotschriften over actuele kwesties, gedichten over militaire overwinningen van Nederland, vertalingen van Franse en Duitse poëzie, lofdichten op de Oranje’s, liedteksten, pretentieloos light verse en moraliserende, godsdienstige poëzie. Op felle, geestige, vaak grove wijze hekelde hij menselijke zwakten als geldzucht, onmatigheid, pronkzucht en twistziekte. In zijn religieuze gedichten stond de navolging van Christus centraal. Enkele malen hebben zijn schrijfactiviteiten hem in aanraking gebracht met justitie. Door zowel tijdgenoten als latere literatuurhistorici werd hij verguisd om zijn veelal platte en scabreuze taalgebruik. In de 20e eeuw heeft een herwaardering plaatsgevonden van zijn werken.

## Afkomst en jeugd
Zoet was de zoon van Cornelisz Thijmesz, steenkoper, en Susanne de Meijer. Zijn ouders waren afkomstig uit Vlaanderen en waren om hun geloof naar de Noordelijke Nederlanden gevlucht. Hij is gedoopt in de Nieuwe Kerk. Over de verdere jeugd van Zoet is zo goed als niets bekend.

## Vroege werken
De eerste schotschriften van Zoet die in druk verschenen, waren enkele pamfletten tegen de tulpenwindhandel, die tot een hoogtepunt en een plotseling einde kwam in de winter van 1636 / 1637. Zoet bespotte de tulpenspeculanten om hun hebzucht en om de conflicten die in hun kringen heersten. Met veel sarcasme beschrijft hij de ontreddering en de chaos die uitbraken na de ineenstorting van de windhandel.
In 1640 verraste Zoet veel bekende Amsterdammers onaangenaam met zijn lange gedicht Grove Roffel (Van dik hout zaagt men planken), waarin hun seksescapades tot in de kleinste sappige details uit de doeken werden gedaan. Zoets gedicht was een reactie op een vergelijkbaar werk van zijn collega-dichter Mattheus Gansneb Tengnagel. De laatste kreeg door Zoet de schuld in de schoenen geschoven van beide werken, en werd ervoor veroordeeld tot een hoge boete.

## Toneelloopbaan

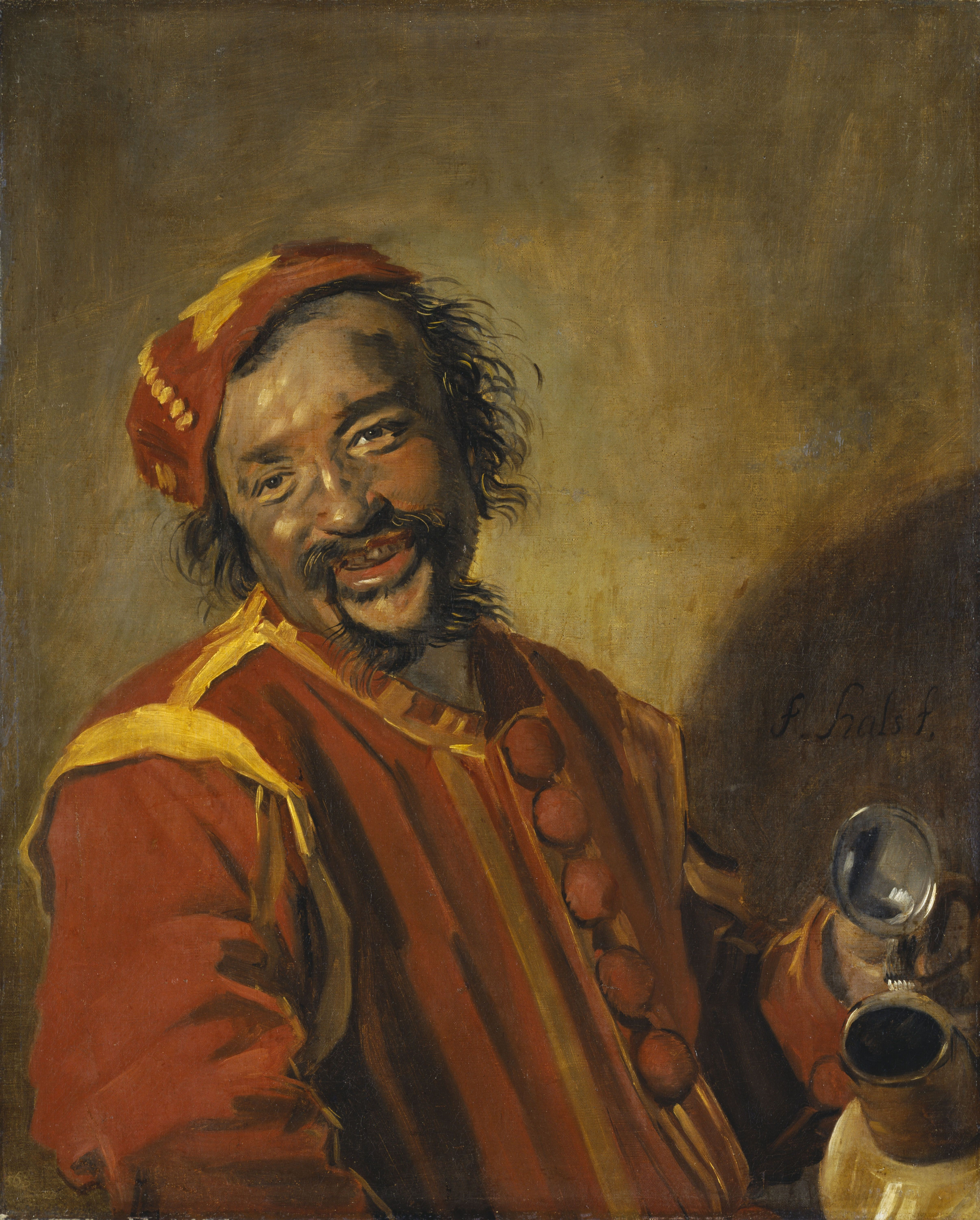
Peeckelhaering door Frans Hals

Zoet maakte zijn debuut als toneelschrijver in 1636, toen zijn Meyspel, een toneelstuk over de herovering op Spanje van de Schenkenschans, in zijn toenmalige woonplaats Den Haag werd opgevoerd. In 1637 publiceerde hij Jochem Jool of de jaloerse Pekelharing, en de verwikkelingen daarin zijn opnieuw gebruikt door Jan Vos in zijn Oene. Op 14 mei 1640 ging in de Amsterdamse Schouwburg van Van Campen zijn herdersspel Clorinde en Dambise in première, een navolging van P.C. Hoofts Granida. Zoet speelde zelf de mannelijke hoofdrol in dit stuk. De jaren daarop schreef hij meer stukken voor de Amsterdamse Schouwburg, en stond hij ook regelmatig op de loonlijst als toneelspeler en uitschrijver van rollen. Door een conflict met de toneelschrijver en latere schouwburgregent Jan Vos kwam daaraan een einde. In zijn latere leven zou Zoet zich nog slechts incidenteel met toneel bezighouden.

## Verbanning
In 1650 kwam een conflict tussen stadhouder Willem II van Oranje en de stad Amsterdam tot een hoogtepunt: Willem II belegerde de stad. De Oranjeaanhanger Zoet schreef daarover het gedicht ’t Hollands Rommelzootje waarin de Amsterdamse regentenfamilie Bicker in een ongunstig daglicht gesteld wordt. Zoet werd om die reden, maar ook wegens andere lasterlijke pamfletten, in 1651 gearresteerd en veroordeeld tot verbanning uit Amsterdam voor de duur van zes jaar. Zoet, die tot dan in Amsterdam had gewerkt als boekdrukker en -binder, verdiende tijdens zijn verbanning de kost als koopman in tabak.

## Religieuze poëzie

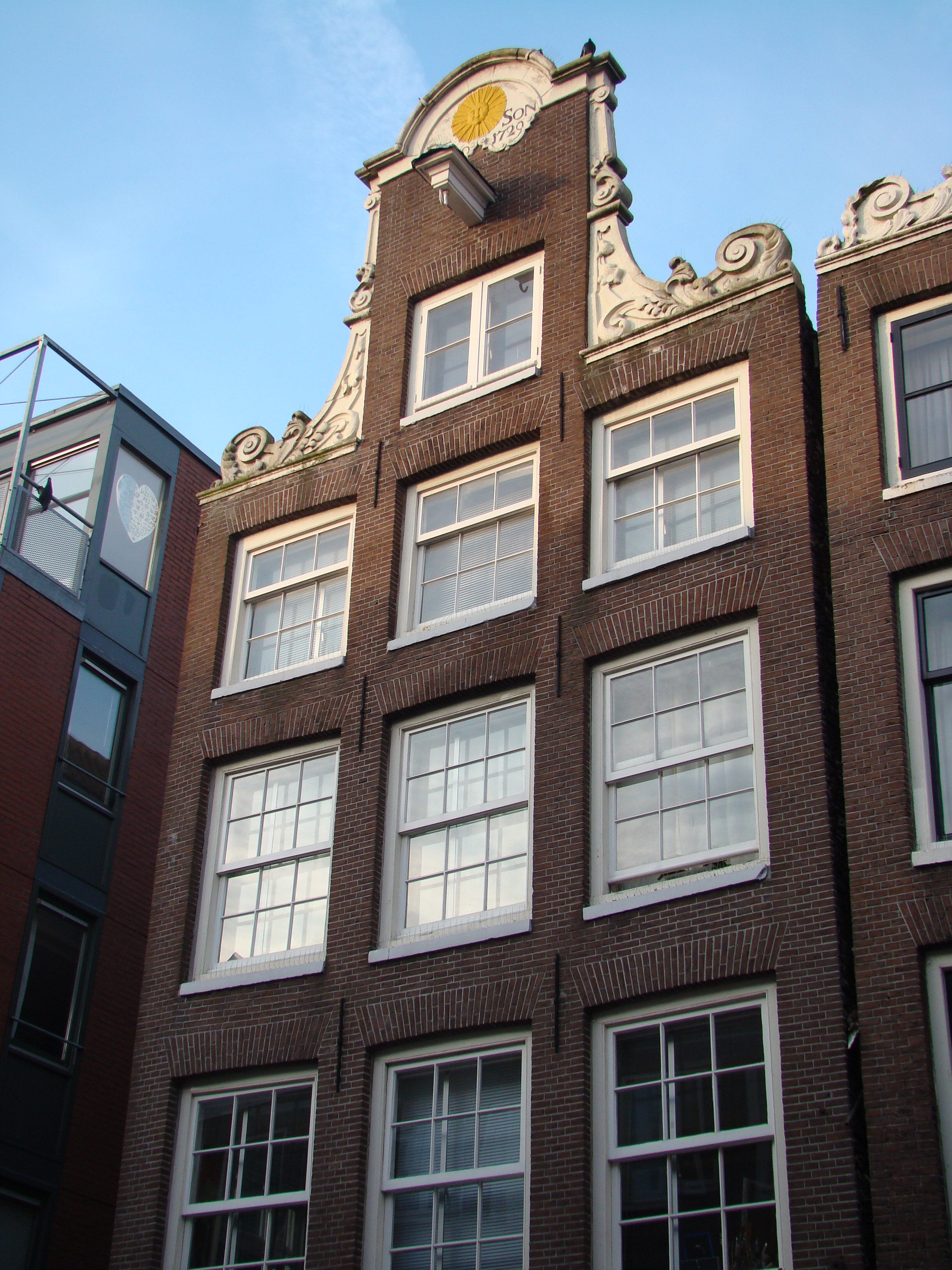
Haarlemmerdijk 147, waar de herberg De Zoete Rust was gevestigd

In 1643 bekeerde Zoet zich tot het doopsgezinde geloof. Later bewoog hij zich in sekten van vrijdenkers en werd hij de leider van een kring chiliasten. Zoet geloofde dat hij onsterfelijk was en een belangrijke rol zou gaan spelen in het duizendjarige rijk van Christus. In zijn religieuze poëzie legde Zoet de nadruk op eendracht onder de gelovigen en op vrede. Zijn bekendste gedicht, ‘t Groote Visch-net uit 1657, draagt ook die boodschap uit. Zoet maakt in dit satirische gedicht eerst een tiental officiële kerkgenootschappen volkomen belachelijk door hun aanhangers te vergelijken met vissen (bijvoorbeeld de katholieken met roofzuchtige snoeken). Vervolgens krijgen enkele vrijdenkers een meer lovende bespreking. Op het eind spreekt Zoet de wens uit dat iedereen in liefde en vrede zal leven.
Na zijn terugkeer in Amsterdam in 1657 begon hij een herberg. Deze herberg werd het middelpunt van een kring religieuze dichters, onder wie Claes Seep, die onder Zoets leiding discussieerden over het geloof. Veel van hen kwamen uit kringen van collegianten. In 1663 produceerde de kring van Zoet een bundel religieuze poëzie onder de titel Parnassus aan ’t Y of konstskole ter deugd

## Huwelijken
Jan Zoet was ca. 1640 gehuwd met Machteld Claes (exacte huwelijksdatum onbekend), een voormalige Amsterdamse herbergierster en prostituee, die de jaren 1634-1637 had doorgebracht in het Spinhuis, de Amsterdamse vrouwengevangenis. Hoelang het huwelijk geduurd heeft, en of er kinderen uit zijn geboren, is niet bekend.  In oktober 1663 hertrouwde Zoet als weduwnaar met de 28 jaar jongere Annetje Conings van Nahuys. Over haar afkomst is niets bekend.

## Levenseinde
In het rampjaar 1672 nam Zoet de pen op voor een van zijn laatste gedichten. In Ydele Vlugt schrijft hij over de gewelddadige dood van de gebroeders De Witt, die deze naar zijn mening geheel aan zichzelf te wijten hadden. Op 11 januari 1674 werd Zoet, die zichzelf onsterfelijk achtte, toch verrast door de dood. Vijf dagen later werd hij begraven op het Karthuizerkerkhof. Een jaar later verscheen onder de titel Digt-kunstige Werkken een bloemlezing uit zijn poëzie.

## Latere waardering
Jan Zoet werd in 19e- en vroeg-20e-eeuwse literatuurgeschiedenissen meestal overgeslagen of slechts kort, en dan met veel dedain besproken. Pas na de Tweede Wereldoorlog kwam een herwaardering op gang van tegendraadse dichters als Zoet. In 2008 schreef R. Cordes een uitgebreide biografie over hem. Een moderne bloemlezing uit zijn werken ontbreekt.
- Bibliothèque nationale de France: cb15817447w (data)
- Biografisch Portaal: 41956173
- CiNii: DA10857441
- Digitale Bibliotheek voor de Nederlandse Letteren: zoet001
- Gemeinsame Normdatei: 119076284
- International Standard Name Identifier: 0000 0001 1737 8411
- Library of Congress Control Number: n92073052
- Nederlandse Thesaurus van Auteursnamen: 069798745
- Système universitaire de documentation: 253183650
- Virtual International Authority File: 3272791
- WorldCat: E39PBJp9rT8cFWdgwyjJPrp3wC